# Ung (họ)
Ung (chữ Hán: 雍), là một họ của người Trung Quốc và Việt Nam.

## Người Việt Nam họ Ung có danh tiếng
- Ung Văn Khiêm (1910-1991), từng giữ chức Bộ trưởng Bộ Ngoại giao rồi Bộ trưởng Bộ Nội vụ của Việt Nam Dân chủ Cộng hòa.
- Ung Văn Việt, bác sĩ y khoa, Phó trưởng khoa Ngoại tiêu hóa - Bệnh viện Đại học Y Dược Thành phố Hồ Chí Minh.
- Ung Khánh Hoàng Thuyên, Nhà báo, Đài PT&TH Quảng Ngãi.

## Người Trung Quốc họ Ung có danh tiếng
- Ung Xỉ, nhân vật chính trị cuối Tần đầu Hán, xếp thứ 57 trong các công thần của Hán Cao Tổ Lưu Bang.